# Pablo Lacoste
Pablo Lacoste, vollständiger Name Pablo Martín Lacoste Icardi, (* 15. Januar 1988 in Montevideo) ist ein uruguayischer Fußballspieler.

## Karriere
Der 1,88 Meter große Defensivakteur Lacoste steht mindestens seit der Spielzeit 2009/10 in Reihen des in Montevideo beheimateten Vereins Racing. Dort bestritt er einschließlich der Saison 2014/15 insgesamt 56 Partien in der Primera División und traf dabei einmal ins gegnerische Tor (2009/10: 8 Spiele/0 Tore; 2010/11: 1/0; 2011/12: 1/0; 2012/13: 6/0; 2013/14: 24/1; 2014/15: 16/0). In der Apertura 2015 wurde er neunmal (kein Tor) in der höchsten uruguayischen Spielklasse eingesetzt. Sodann wechselte er Ende Januar 2016 auf Leihbasis zum albanischen Klub Flamurtari Vlorë. In der Saison 2015/16 absolvierte er 17 Partien (ein Tor) in der Kategoria Superiore und drei Spiele (kein Tor) im nationalen Pokalwettbewerb. Anfang September 2016 wurde er an den uruguayischen Erstligaabsteiger Villa Teresa ausgeliehen. In der Saison 2016 traf er dort zweimal bei neun Ligaeinsätzen ins gegnerische Tor. Anfang Januar 2017 kehrte er zu Racing zurück.